# Testa di sbarco per otto implacabili
Testa di sbarco per otto implacabili è un film del 1968 diretto da Alfonso Brescia.

## Trama
Seconda guerra mondiale: Nei giorni precedenti allo sbarco in Normandia, due americani che operano dietro le linee tedesche si sono travestiti da ufficiali tedeschi. Stroebel è un ex attore ed Aubernet, premio Nobel. Il loro compito è di disabilitare l'immissione da parte dei tedeschi, di nafta infiammata in mare attraverso un particolare sistema prima dell'invasione alleata della Francia. Lo sbarco si avvicina ed il Capitano Jack Murphy che guida i paracadutisti americani, vengono scaricati distrattamente con anticipo vicino al sito di controllo per le difese. L'unità speciale guidata da Murphy si unisce a Stroebel e a Denise, una combattente della Resistenza che li aiuterà ad infiltrarsi e a distruggere le difese tedesche.